# Чемберс (округ, Техас)
Шаблон:StateAbbr_ 29°42′ пн. ш. 94°41′ зх. д. / 29.7° пн. ш. 94.68° зх. д.
Округ Чемберс (англ. Chambers County) — округ (графство) у штаті Техас, США. Ідентифікатор округу 48071.

## Історія
Округ утворений 1858 року.

## Демографія
За даними перепису 2000 року загальне населення округу становило 26031 осіб, зокрема міського населення було 9288, а сільського — 16743. Серед мешканців округу чоловіків було 13055, а жінок — 12976. В окрузі було 9139 домогосподарств, 7216 родин, які мешкали в 10336 будинках. Середній розмір родини становив 3,2.
Віковий розподіл населення поданий у таблиці:
| Стать    | До 15 років | 15-21 | 22-29 | 30-39 | 40-49 | 50-65 | 65-85 | Понад 85 |
| -------- | ----------- | ----- | ----- | ----- | ----- | ----- | ----- | -------- |
| Чоловіки | 3057        | 1484  | 1113  | 1952  | 2340  | 2066  | 976   | 67       |
| Жінки    | 3045        | 1264  | 1147  | 2039  | 2224  | 1950  | 1173  | 134      |

## Суміжні округи
- Ліберті — північ
- Джефферсон — схід
- Галвестон — південний захід
- Гарріс — захід

## Виноски
1. ↑  U.S. Decennial Census. United States Census Bureau. Архів оригіналу за 26 квітня 2015. Процитовано 20 квітня 2015.
2. ↑  Texas Almanac: Population History of Counties from 1850–2010 (PDF). Texas Almanac. Архів оригіналу (PDF) за 26 лютого 2015. Процитовано 20 квітня 2015.
3. ↑  State & County QuickFacts. United States Census Bureau. Архів оригіналу за 8 липня 2011. Процитовано 9 грудня 2013. [Архівовано 2011-07-14 у Wayback Machine.](англ.) Наведено за англійською вікіпедією.
4. ↑  American FactFinder. Бюро перепису населення США. Архів оригіналу за 26 лютого 2012. Процитовано 31 січня 2008. [Архівовано 2008-05-21 у Wayback Machine.]

| США | Це незавершена стаття з географії США. Ви можете допомогти проєкту, виправивши або дописавши її. |